# Antonis Georgallides
Antonis Georgallides (*Lárnaca, Chipre, 30 de enero de 1982) es un futbolista internacional chipriota. Se desempeña en posición de guardameta y actualmente juega en el AC Omonia Nicosia que milita en la Primera División de Chipre. 

## Selección nacional
Ha sido internacional con la Selección de fútbol de Chipre en cincuenta y tres ocasiones.

## Clubes
| Club                 | País   | Temporadas        |
| -------------------- | ------ | ----------------- |
| Anorthosis Famagusta | Chipre | 1999/00 a 2005/06 |
| AC Omonia            | Chipre | 2006/07 a 2011/12 |
| Alki Larnaca FC      | Chipre | 2012/13           |
| FC Platanias         | Grecia | 2013/14           |
| AC Omonia            | Chipre | 2014/15-          |

## Palmarés

### Campeonatos nacionales con Anorthosis Famagusta
| Título                     | Temporada          |
| -------------------------- | ------------------ |
| Primera División de Chipre | 1999/00, 2004/2005 |
| Copa de Chipre             | 2002, 2003         |

### Campeonatos nacionales con AC Omonia
| Título                     | Temporada  |
| -------------------------- | ---------- |
| Primera División de Chipre | 2009/10    |
| Copa de Chipre             | 2011, 2012 |
| Supercopa de Chipre        | 2010       |